# أسماء ورموز معرفات الملاحظة المنطقية
لوينك (بالإنجليزية: LOINC)‏ أو أسماء ورموز معرفات الملاحظة المنطقية (بالإنجليزية: Logical Observation Identifiers Names and Codes)‏ هي قاعدة بيانات ومعيار عالمي لتحديد ملاحظات المختبرات الطبية. تطورت لأول مرة في عام 1994، وقد أنشأها وحافظ عليها معهد رجنستريف، وهو منظمة أبحاث طبية أمريكية غير ربحية. أنشئت قاعدة بيانات لوينك استجابة للطلب على قاعدة بيانات إلكترونية للرعاية السريرية والمعالجة، وهي متاحة للجمهور بدون تكلفة.
اعتمدتها جمعية المختبرات الطبية الأمريكية. توسعت قاعدة البيانات منذ إنشائها لتشمل ليس فقط أسماء رموز المختبرات الطبية ولكن أيضًا التشخيص التمريضي والتدخلات التمريضية وتصنيف النتائج ومجموعات بيانات رعاية المرضى.
تتكون مصطلحات لوينك من جزأين رئيسيين:
- قاعدة بيانات لوينك المختبرية: تغطي الاختبارات المعملية واختبارات الأحياء الدقيقة (بما في ذلك حساسية المضادات الحيوية)
- قاعدة بيانات لوينك: تغطي مجموعة متنوعة من المفاهيم غير المختبرية (مفاهيم تخطيط القلب، صدى القلب، الموجات فوق الصوتية التوليدية). ضمن قاعدة بيانات لوينك، هناك أيضًا أجزاء فرعية:
  - الوثائق السريرية: مفاهيم لأنواع مختلفة من التقارير السريرية (على سبيل المثال: ملخص الخروج، مذكرة زيارة الطفل السليم)
  - الأدوات الاستقصائية: مفاهيم الاستطلاعات المعيارية (على سبيل المثال: مقياس غلاسكو للغيبوبة، مقياس الاكتئاب PHQ-9)

## روابط خارجية
- الموقع الرسمي